# 4 floréal
4 germinal 4 prairial
Le quartidi 4 floréal, officiellement dénommé jour de l'aubépine, est le 214e jour de l'année du calendrier républicain.
C'était généralement le 23e jour du mois d'avril dans le calendrier grégorien.